# Adea
Adea (węg. Ágya) – wieś w Rumunii, w okręgu Arad, w gminie Sintea Mare. W 2011 roku liczyła 1103 mieszkańców. 